# Louis de Bréhan de Plélo
Louis Robert Hippolyte de Bréhan hrabia de Plélo (ur. 28 marca 1699 w Bretanii, zm. 27 maja 1734 na Westerplatte) – francuski dyplomata i pułkownik wojsk francuskich. Był francuskim ambasadorem w Kopenhadze w latach 1729–1734.

## Oblężenie Gdańska
W czasie wojny o sukcesję polską Wersal wysłał z odsieczą królowi Stanisławowi Leszczyńskiemu, oblężonemu w Gdańsku przez Rosjan i Sasów, pomoc militarną. Kiedy w pierwszych dniach maja 1734 roku Francuzi dotarli do Wisłoujścia, dowodzący nimi brygadier Lamotte de la Peirouze podjął decyzję o wycofaniu się wojsk do Kopenhagi. Odwrót rozpoczęto w nocy z 14 na 15 maja i nie był konsultowany go ze stroną polską i Leszczyńskim. Kiedy Lamotte de la Peirouze znalazł się w Danii, rezydujący tam ambasador, de Plélo, wypełniając instrukcję Ludwika XV, nakazał mu powrót do Gdańska. Wojska znalazły się w mieście 24 maja 1734 i wylądowały na Westerplatte. 27 maja, nie mogąc się przebić do miasta, wycofały się na wyspę. W źródłach francuskich istnieją dwie wersje dotyczące śmierci ambasadora  de Plélo. Jedna z nich zakłada, że poległ bohatersko w walce z Rosjanami na Westerplatte.     

Hrabia de Plélo dowodził trzema batalionami (ok. tysiąc pięćset żołnierzy), usiłując bronić miasta, ale ze względu na ogromną przewagę Moskali, blisko trzydzieści tysięcy nieprzyjaciół, co nie dawało szans na powodzenie. Pomimo tego, hrabia Plélo walczył dzielnie do końca.
Mimo ran, ociekając krwią, trzykrotnie prowadził atak, próbując podnieść na duchu naszych żołnierzy, którzy widzieli bezsens dalszej walki. Zginął po odniesieniu piętnastu ran.

Inna wersja, przekazana przez obecnego ówcześnie w Gdańsku markiza de Monti, zakłada, że de Plélo został zastrzelony przez francuskiego grenadiera, którego zwymyślał w trakcie bitwy za próbę odwrotu.

## Pamięć o pułkowniku
Uczczony ul. Roberta de Plélo wokół Basenu Górniczego w Wisłoujściu i Rue de Plélo w Paryżu. 27 maja 2014 odsłonięto pomnik hrabiego Roberta de Plélo w pobliżu Twierdzy Wisłoujście w Gdańsku.